# کلی کی
کلی کی (انگلیسی: Kelly Kay؛ زاده ۲۹ نوامبر ۱۹۸۵) یک مانکن است.